# Zastava Srbije
Zastava Republike Srbije je trobojnica s pan-slavenskim bojama. Sastoji se od tri jednaka vodoravna polja crvene (na vrhu), plave (u sredini) i bijele boje (na dnu).
Državna inačica zastave predstavlja koheziju narodnih boja i grba Kraljevine Srbije:
Grb je pomaknut k jarbolu za jednu sedminu ukupne duljine zastave, mali grb Srbije. Državna zastava ima obvezan razmjer od 3:2 (duljine prema visini). Temeljem Ustava Republike Srbije Narodna zastava navodi se kao prva, a Državna zastava kao druga inačica Zastave Republike Srbije.
|  |  |

## Povijesne zastave
- Srpsko Carstvo
- Srpska revolucija i Kneževina Srbija (do 1835.) (verzija s grbom)
- Kneževina Srbija (1835. – 1882.) (verzija s grbom)
- Kraljevina Srbija (1882. – 1918.) (verzija s grbom)
- Zastava neformalno korištena za vrijeme okupacije u II sv. ratu (1941. – 1944.) (verzija s grbom)
- Socijalistička Republika Srbija (1945. – 1992.)
- Republika Srbija (1992. – 2004.)
- Republika Srbija (2004. – 2010.) (i dalje u upotrebi)